# Llengua de signes uruguaiana
La llengua de signes uruguaiana o LSU és una llengua de signes utilitzada per unes 7.000 persones sordes a l'Uruguai. La Universitat de la República ofereix una tecnicatura en llengua de signes.